# Чемпіонат Швеції з футболу 1897
Svenska Mästerskapet 1897 —  другий чемпіонат Швеції з футболу. 
Чемпіоном Швеції став клуб «Ергрюте» ІС (Гетеборг).

## Фінал
5 вересня 1897 «Ергрюте» ІС (Гетеборг) — «Ергрюте» ІС - 2 (Гетеборг) 1:0